# Siège d'Oran (1349)
 (juin 2024).
Le siège d'Oran est une bataille opposant les Zianides et Mérinides en 1349.
Elle marque la victoire des Zianides et la reprise de la ville.

## Contexte
En 1347, le sultan mérinide Abu al-Hasan ibn Uthman s'empara d'Oran lors de sa marche contre Tlemcen et les Zianides. Dans cette ville, il construisit les Bordj el Ahmar et Bordj el Mersa, et reçut la soumission de plusieurs princes originaires de Tunisie notamment Gafsa, puis il décida de mettre en place un gouverneur, nommé Obbou ben Saïd ben Adjana. Il continua et conquit Bougie, Constantine et Tunis. Cependant, en avril 1348, il fut assiégé à Kairouan par les Banu Sulaym, où les auxiliaires Zianides, peu dévoués aux Mérinides, se révoltèrent. Abu al-Hassan réussit de justesse à se retirer vers Tunis. Parallèlement, le fils d'Abu al-Hassan, Abu Inan Faris, se révolta et fut reconnu par le Maroc comme le véritable sultan. Abou Thabet des Zianides saisit cette occasion pour attaquer Oran en 1348, Mais il fut battu après la trahison de la tribu des Béni Rached, qui fut soudoyée et déserta la bataille. Abou Thabet réessaya en juillet 1349,,.

## Siège
Abou Thabet attaqua les Mérinides à Oran, défendus par le gouverneur d'Oran, Ali ben Saïd ben Adjana, le 27 juillet 1349. Il détruisit leur armée avec une grande force en quelques jours. Le siège prit fin au début du mois d'août,,.